# Kế toán đơn
Kế toán đơn là việc ghi chép, phản ánh trên từng tài khoản kế toán riêng biệt, không có quan hệ đối ứng trên với tài khoản khác.
Đây là cách phân loại kế toán căn cứ theo phương pháp ghi chép, phản ánh trên các tài khoản kế toán trong nghiệp vụ kế toán. Cùng cặp với kế toán đơn là kế toán kép.